# Lužany (okres Topoľčany)
Lužany (Hongaars:Sarlóska) is een Slowaakse gemeente in de regio Nitra, en maakt deel uit van het district Topoľčany.
Lužany telt 212 inwoners.